# Gouvernail d'étambot
 (septembre 2015).

Système d'articulation d'un gouvernail d'étambot d'un navire de la Renaissance.

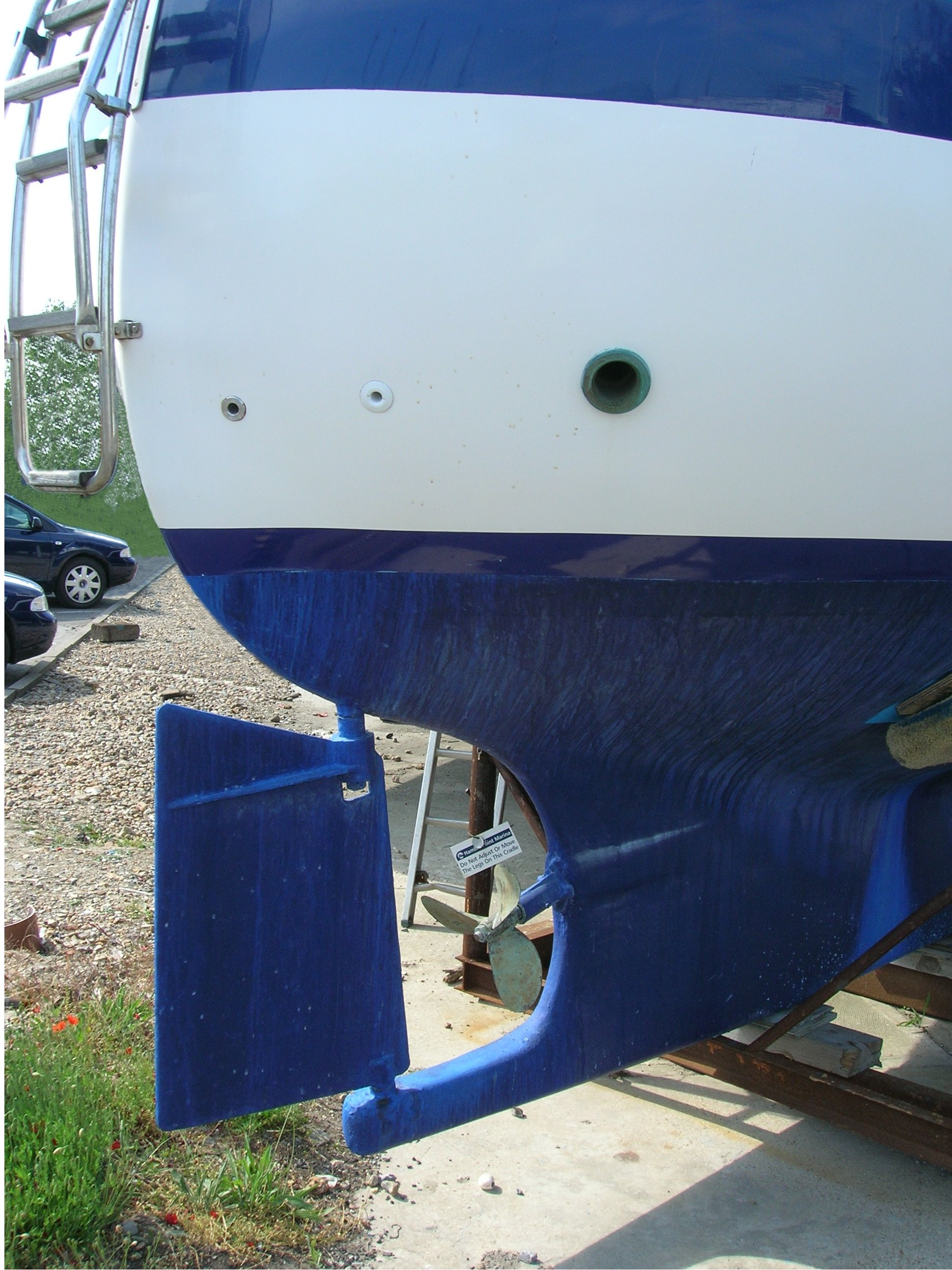
Le gouvernail d'étambot est un safran articulé. On le voit ici en appui sur une crapaudine.

Le gouvernail d'étambot, fixé à l'arrière d'un navire par des charnières, donnait un meilleur contrôle sur sa direction que l'aviron de gouverne et réduisait l'espace nécessaire aux manœuvres tournantes.
Le gouvernail d'étambot est apparu en Europe du Nord au début du XIIIe siècle sur les cogues. Jugé plus stable pour la navigation, il est fixé à la poupe, sous le château. Il est aussi appelé « timon à la bayonnaise » car on suppose qu’il a été inventé à Bayonne. Ce sont les Basques qui l’ont répandu en Europe.
Son utilisation est attestée dans la flotte dirigée par l'amiral Zheng He ainsi que dans la marine occidentale à partir de la Renaissance. Il est utilisé lors des colonisations portugaises et espagnoles des 15e et 16e siècles.